# Marmashen (monastère)
Marmashen (en arménien Մարմաշեն) est un monastère arménien situé dans la région arménienne de Shirak, à 10 km de Gyumri, sur la rive gauche de l'Akhourian.

## Histoire
L'église principale (Kathoghiké) est fondée par le prince Vahram Pahlavouni entre 988 et 1029. Après l'invasion seldjoukide, l'église, à moitié détruite, est reconstruite par les petits-fils de Vahram Pahlavouni (Gharib et Grégoire l’Archevêque) vers 1225. Au Moyen Âge, Marmashen est un lieu connu et important dans la région — et même au niveau du royaume entier. Ses dimensions sont en outre supérieures à celles de la plupart des monastères d'Arménie.
Depuis lors, le monastère n'a pas subi de transformation majeure, mais avec le temps, trois autres petites églises construites à la même époque sont tombées en ruines à des degrés divers. Le tremblement de terre de 1988 n'a que peu endommagé les édifices ecclésiastiques encore debout.

## Bâtiments
Pour un article plus général, voir Architecture arménienne.
Le monastère se compose d'une église principale (Katoghiké ou Sourp Stepanos), autrefois dotée d'un jamatoun, et d'une église plus petite (Sourp Petros) ; deux autres églises (dont Sourp Astvatsatsin) sont en ruines. L'église principale est représentative de l'architecture arménienne : elle possède une salle à coupole, mais aussi des doubles demi-colonnades, des coupoles polygones, des hautes colonnades, des miniatures, des bas-reliefs, etc. Il en va de même pour la deuxième église.

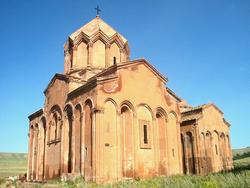
Sourp Stepanos (à gauche) et Sourp Astvatsatsin (à droite).
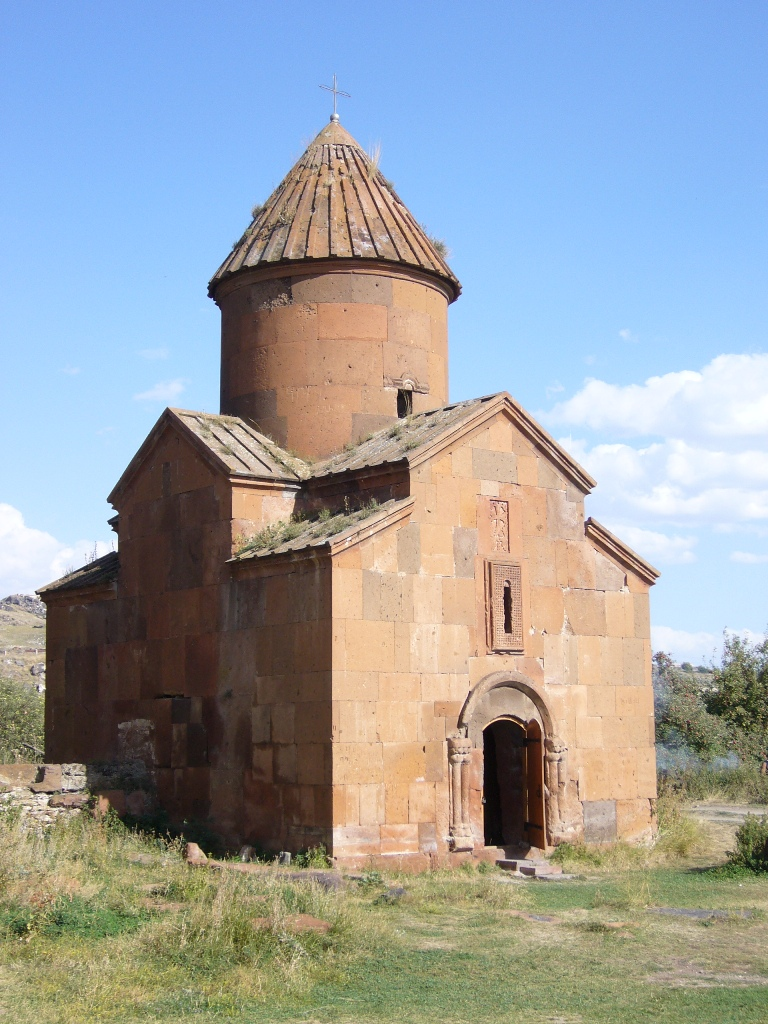
Sourp Petros.
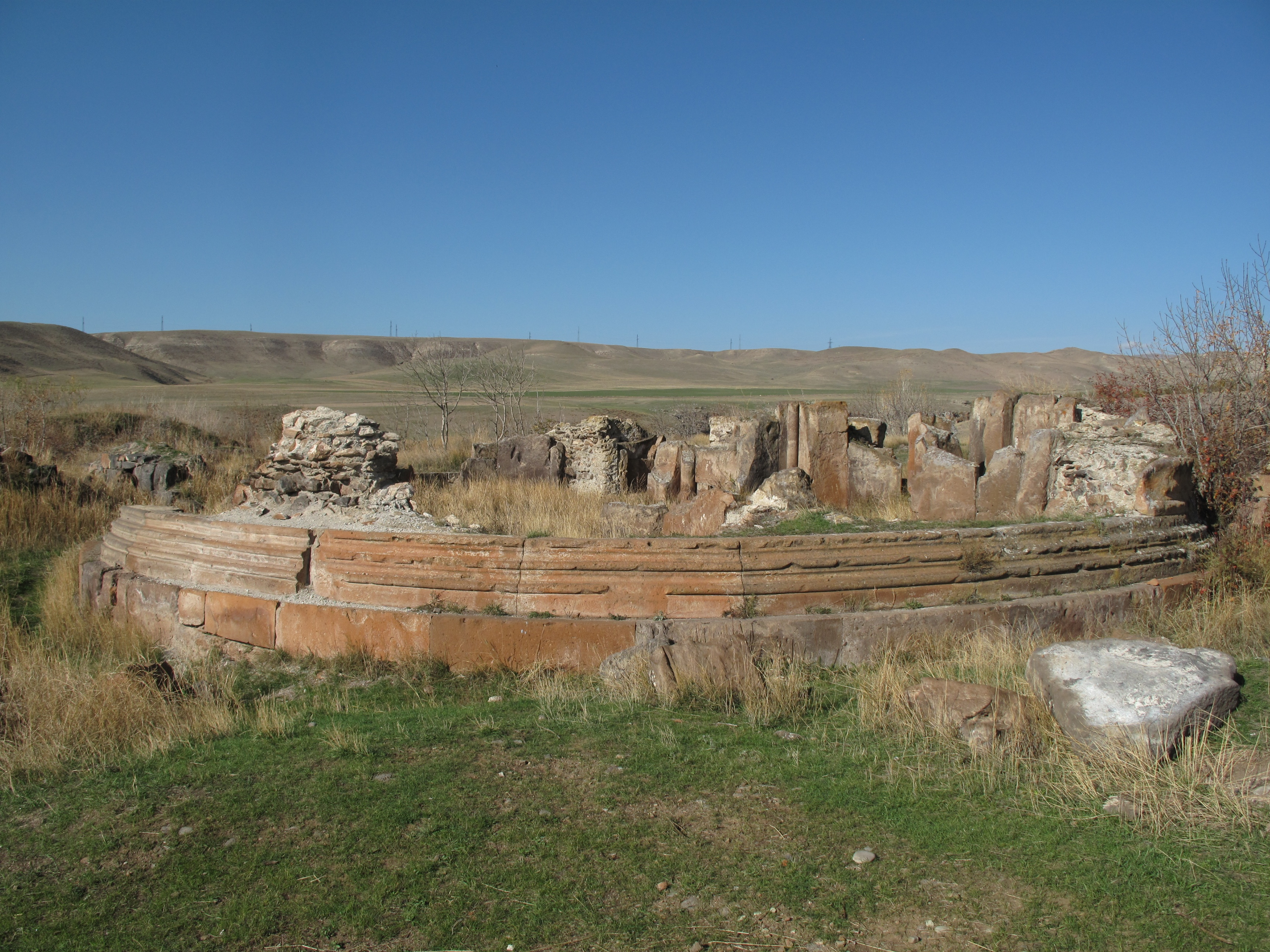
Ruines de l'église circulaire.
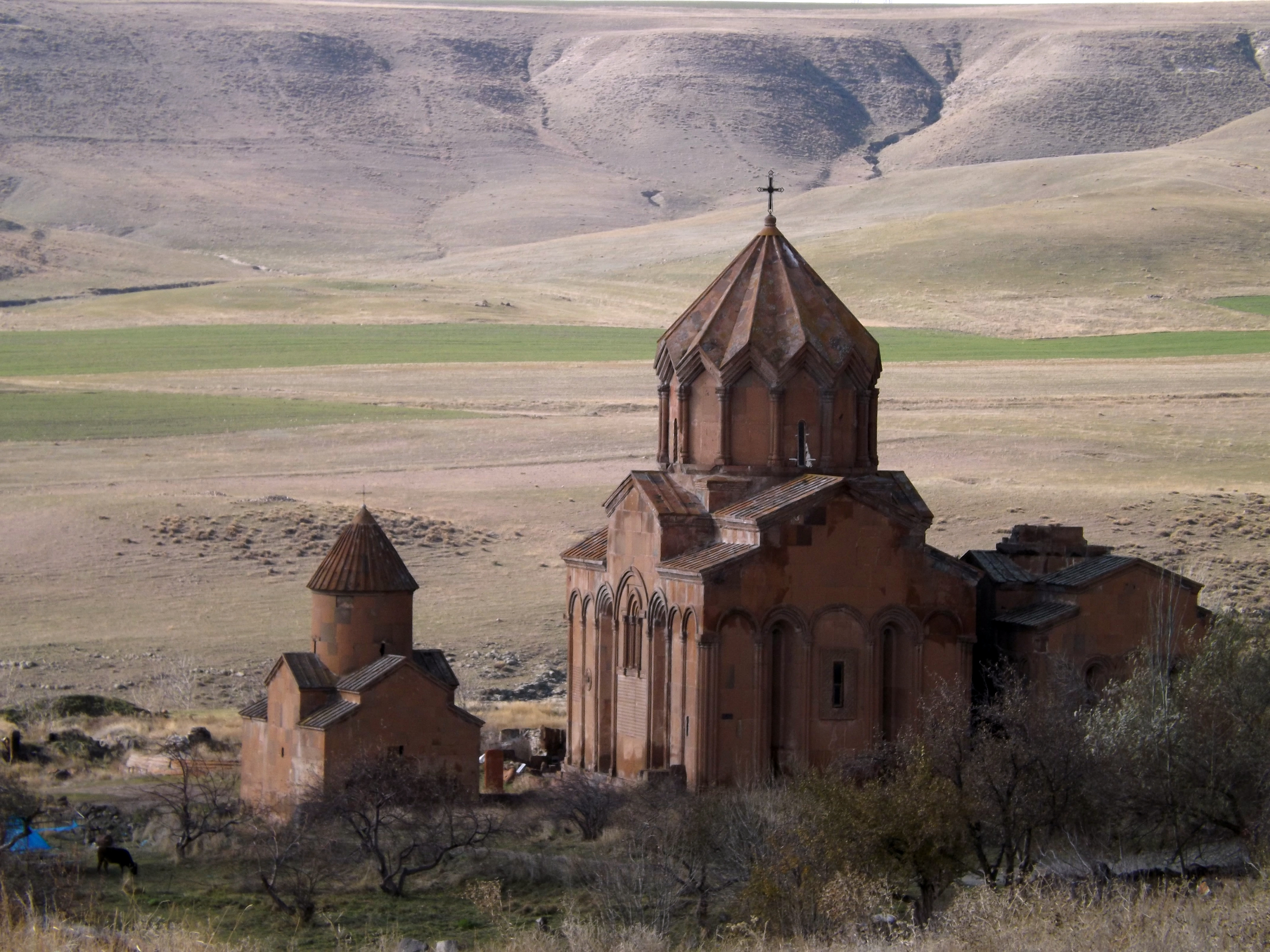
Monastère de Marmashen